# .mz
.mz es el dominio de nivel superior geográfico (ccTLD) para Mozambique.